# Arkusz kalkulacyjny

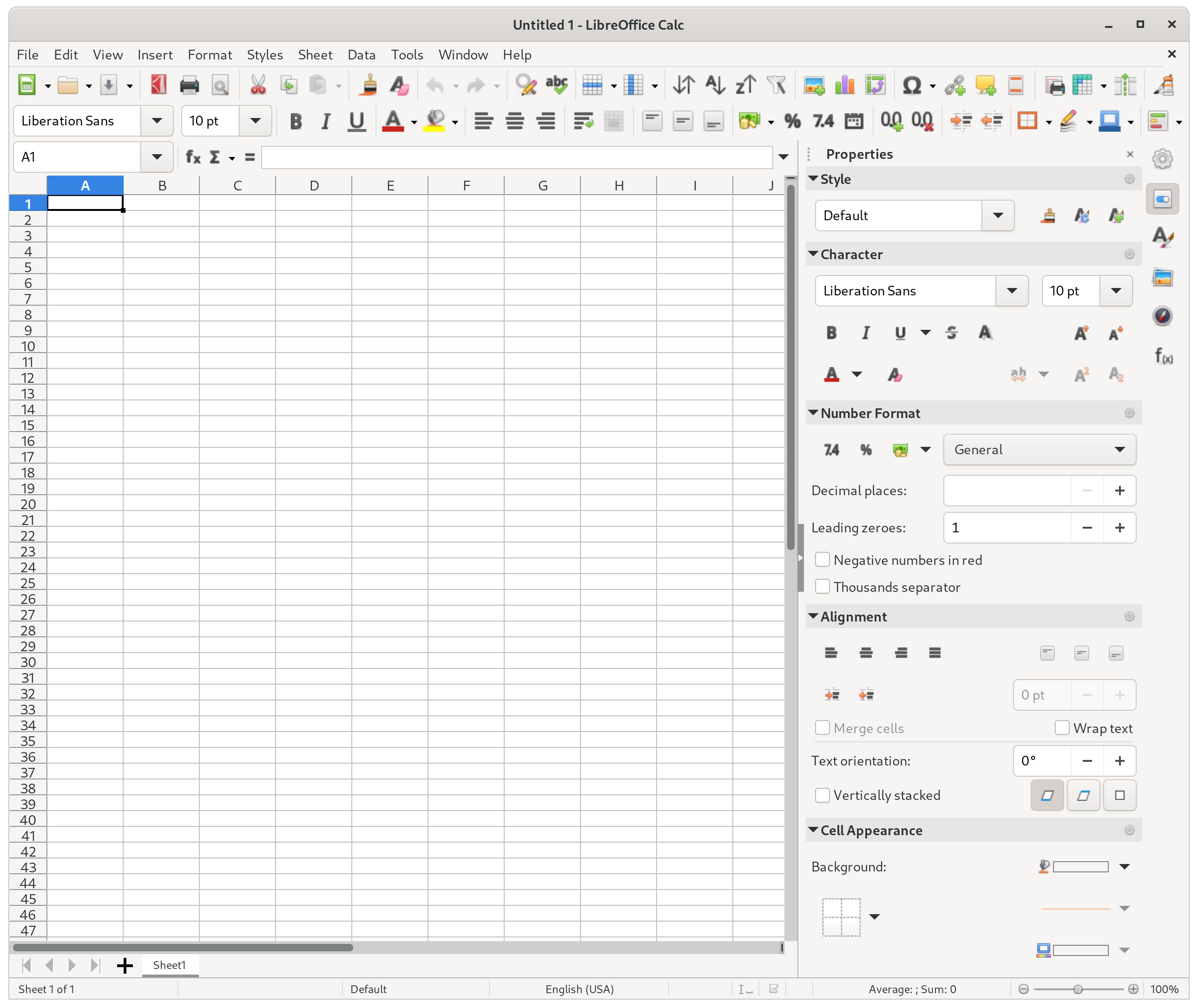
Arkusz kalkulacyjny

Arkusz kalkulacyjny – program komputerowy przedstawiający dane, głównie liczbowe, w postaci zestawu kolumn i wierszy, pozwalający na automatyczną obróbkę tych danych oraz na prezentację ich w różny sposób.
Najważniejszym narzędziem arkusza kalkulacyjnego są funkcje (matematyczne, statystyczne, daty i czasu, finansowe, bazodanowe, logiczne), za pomocą których wprowadzone do arkusza dane są automatycznie przetwarzane. Możliwe jest także tworzenie różnego rodzaju symulacji.
Za pomocą arkusza kalkulacyjnego można także wizualizować dane, prezentując je w postaci wykresów (kolumnowych, słupkowych, kołowych, liniowych, warstwowych itd.), które pozwalają łatwiej zorientować się we wzajemnych zależnościach i tendencjach.
W zaawansowanych arkuszach kalkulacyjnych dostępne są również języki makropoleceń i języki programowania, przetwarzanie danych.
Popularnym narzędziem są tabele przestawne, pozwalające tworzyć rozmaite układy danych na podstawie tabeli źródłowej oraz agregować i podsumowywać dane za pomocą sum, średnich i liczebności i podobnych statystyk, ułatwiając uwypuklenie zależności niewidocznych w pierwotnym układzie i podejmowanie decyzji.
Pierwszą aplikacją tego rodzaju był VisiCalc. W środowisku Windows najbardziej znanym arkuszem kalkulacyjnym jest Microsoft Excel z pakietu Microsoft Office. Do najbardziej zaawansowanych produktów tej kategorii można także zaliczyć arkusze w pakietach biurowych WordPerfect Office (Quattro Pro), Apache OpenOffice (OpenOffice Calc) oraz LibreOffice (LibreOffice Calc).

## Obliczenia w arkuszu kalkulacyjnym zawierające znak -
Arkusz kalkulacyjny traktuje znak "{\displaystyle -}" przed wyrażeniem liczbowym jako negację - ta zaś funkcja ma wyższy priorytet co do kolejności wykonywania działań niż potęgowanie w arkuszu kalkulacyjnym. Może to prowadzić do błędów. Np. aby utworzyć wykres rozkładu normalnego w arkuszu kalkulacyjnym (np. Excel) zamiast formuły
{\displaystyle f_{\mu ,\sigma }(x)={\frac {1}{\sigma {\sqrt {2\pi }}}}\,\exp \left({\frac {-(x-\mu )^{2}}{2\sigma ^{2}}}\right)}
trzeba użyć równoważnej analitycznie formuły
{\displaystyle f_{\mu ,\sigma }(x)={\frac {1}{\sigma {\sqrt {2\pi }}}}\,\exp \left({\frac {(-1)*(x-\mu )^{2}}{2\sigma ^{2}}}\right).}
Użycie pierwszej formuły w arkuszu da błędny wynik, gdyż arkusz obliczy liczbę {\displaystyle (-(x-\mu ))^{2}=(x-\mu )^{2}}; druga formuła da wynik {\displaystyle -((x-\mu )^{2})}, zgodny z zapisem analitycznym.
Szerzej problem możliwych różnic w obliczeniach wyrażeń algebraicznych omawia artykuł Kolejność wykonywania działań.